# 鸾山镇
鸾山镇，是中华人民共和国湖南省株洲市攸县下辖的一个乡镇级行政单位。

## 行政区划
鸾山镇下辖以下地区：
建新社区、琴陂村、咸弦村、咸周村、新和村、东院村、上垅村、江冲村、江边村、龙会村、南岸村、皮佳村、老漕村、新漕村、桃源村和三联村。